# فؤاد الشوبكي
فؤاد الشوبكي (12 مارس 1940- 19 ديسمبر 2024) هو سياسي وعسكري فلسطيني برتبة لواء وأحد أعضاء حركة فتح. يُعد أكبر أسير في سجون الاحتلال الإسرائيلي ويُلقب «شيخ الأسرى». كان الشوبكي مسؤولًا عن الإدارة المالية العسكرية في الأجهزة الأمنية الفلسطينية، وأحد المقربين من الرئيس الفلسطيني ياسر عرفات، وأحد أعضاء المجلس الثوري لحركة فتح والمجلس العسكري الأعلى للثورة الفلسطينية، والمجلس الوطني الفلسطيني.

## حياته
وُلد فؤاد حجازي محمد الشوبكي (أبو حازم) في 12 مارس 1940 في حي التفاح بمدينة غزة. حصل على درجة البكالوريوس في المحاسبة من جامعة القاهرة. انضم إلى حركة فتح، وتنقل معها إلى الأردن ولبنان وسوريا وتونس، وكان رئيسًا للاتحاد الفلسطيني للفروسية، ورئيسًا لبلدية الزهراء، ورئيسًا فخريًا لناديي الزيتون الرياضي والتفاح الرياضي.
عام 1995، سمحت إسرائيل له بالعودة نتيجة اتفاقيات أوسلو بين منظمة التحرير الفلسطينية وإسرائيل. عُين في 12 أكتوبر 1997 رئيسًا لمجلس إدارة المؤسسة الاقتصادية الاستهلاكية العامة،  وفي 3 يناير 2002، نفذ جيش الاحتلال الإسرائيلي عملية عسكرية أسماها عملية سفينة نوح بهدف إيقاف والسيطرة على سفينة MV Karine A في البحر الأحمر، أدعت إسرائيل أن السفينة تحمل بضائع عسكرية من إيران للفلسطينيين واتهمت ياسر عرفات والشوبكي والسلطة الفلسطينية بملكيتها، واعتبرته اسرائيل العقل المدبر في تمويل وتهريب سفينة الأسلحة.
في مارس 2002 نفذت اسرائيل عملية السور الواقي، وفرضت حصارًا على مقر الرئاسة الفلسطينية في مدينة البيرة طالبت خلاله بتسليم فؤاد الشوبكي والفلسطينيين الذين قتلوا وزير السياحة الإسرائيلي رحبعام زئيفي. خضع الشوبكي للتحقيق بواسطة السلطة الفلسطينية وأُودع سجن أريحا المركزي في مايو 2002 مع قتلة رحبعام زئيفي وأحمد سعدات وآخرين، وكانوا تحت حراسة أمنية بريطانية أمريكية فلسطينية مشتركة، ذكرت الجزيرة أن الشوبكي: «أبدى تفهمه لظروف اعتقاله في سجن أريحا رغم تبرئة محكمة فلسطينية له، لأن السلطة في عهد الرئيس الراحل ياسر عرفات - كما يقول - وبعده تعرضت لضغوطات كبيرة من أجل اعتقاله على خلفية سفينة الأسلحة التي اتهم بتمويلها.» انتهى حصار ياسر عرفات بنقل الشوبكي وقتلة زئيفي إلى سجن أريحا.
في 14 مارس 2006، نفذت إسرائيل عملية عسكرية في مدينة أريحا، حاصرت خلالها السجن المركزي فيها واعتقلت فؤاد الشوبكي وأحمد سعدات وآخرين. طالب المدعي العام الإسرائيلي بالحُكم على الشوبكي لمدة 25 عامًا، بينما قررت المحكمة الحُكم عليه بالسجن لمدة 20 عامًا. لاحقًا في عام 2015، قررت محكمة عسكرية في سجن عوفر عن خصم 3 سنوات من الحُكم الصادر عنه لتصبح 17 عامًا بدلًا من 20 عامًا. أفرجت إسرائيل عنه بعد انقضاء مدة حكمه في 13 مارس 2023.

## حياته الشخصية
الشوبكي متزوج وله 6 أبناء. تُوفيت زوجته في عام 2011. عانى الشوبكي من سرطان البروستاتا، وكذلك من مرض في عينيه ومعدته ومرض ارتفاع ضغط الدم، كما أعلنت هيئة شؤون الأسرى والمُحررين في 21 يناير 2021 عن إصابة الشوبكي بمرض فيروس كورونا 2019، بعدما خالط سَجانًا مُصابًا أثناء نقله إلى المستشفى لإجراء عملية جراحية في عينيه.

## خروجه من الأسر
أُفرج عن الأسير الشوبكي بعد 17 عاما في الأسر من معبر ترقوميا جنوب الضفة الغربية، حيث حاول الاحتلال خلال ذلك التلاعب بالعائلة بتغيير مكان الإفراج عنه وموعده، وذلك وفق ابنته رانيا التي تضيف أنه كان من المقرر الإفراج عنه بداية من معبر الظاهرية. فور الإفراج عنه، قال الشوبكي: «أمضيت في السجن 21 عاما، منها 17 عاما في سجون الاحتلال و4 سنوات في سجون السلطة الفلسطينية.. تركت خلفي أسرى بحاجة لكل الإسناد والمتابعة، وحريتنا لا تعني أننا سنتوقف.. نحن ناضلنا من أجل الحرية، وسنبقى نواصل طريق النضال حتى الاستقلال.. الحرية لنا ولأهلنا وشعبنا وأسرانا».

## وفاته
تُوفي في 19 ديسمبر 2024 ميلاديًا الموافق 20 جمادى الآخرة 1446 هجريًا عن عمرٍ ناهز 84 عامًا، ودُفن في مقبرة مدينة البيرة القديمة في 20 ديسمبر 2024.